# Sainte-Reine (Haute-Saône)
Sainte-Reine település Franciaországban, Haute-Saône megyében. Lakosainak száma 22 fő (2022. január 1.). Sainte-Reine La Chapelle-Saint-Quillain, Igny, Vellemoz és Seveux-Motey községekkel határos.

## Népesség
A település népessége az elmúlt években az alábbi módon változott:
| Lakosok száma | 34   | 33   | 31   | 28   | 25   | 24   | 23   | 22   |
|               | 2013 | 2015 | 2017 | 2018 | 2019 | 2020 | 2021 | 2022 |